# Metal Men
Metal Men även Metallmännen på svenska är en amerikansk tecknad serie om en grupp hjältemodiga och formbara metallrobotar, utgiven av DC Comics.

## Historik
Metal Men skapades av Robert Kanigher (manus), Ross Andru (bild) och Mike Esposito (tusch) och dök först upp i tidningen Showcase nr 37 (1962), enligt uppgift som ett sistaminutenprojekt för att ersätta en serie som utgått. Det fyra nummer långa äventyret visade sig emellertid bli väldigt populärt, vilket ledde till flera episoder med gruppen. Snart fick de en egen serietidning (i USA) som kom ut i 44 nummer mellan 1963 och 1973.
Äventyren var typiska för DC:s Silver Age – de var fartfyllda, humoristiska, melodramatiska och inte alltid helt logiska. Dock tyckte många då (och än idag) att de hade en uppfriskande charm jämfört med DC:s mer klassiska flaggskepp som "Stålmannen" och "Batman".
Tidningen lades ner 1973, men återupplivades 1976–78, då ytterligare tolv nummer gavs ut. Walt Simonsons mer moderna teckningar lockade till sig en kull nya läsare. Manus skrevs nu bl.a. av Gerry Conway, Jack C. Harris och Martin Pasko. Efter Simonson tog Joe Staton över tecknandet i några nummer innan tidningen lades ner.
1993 kom en fyranummers miniserie med Metal Men, där Mike Carlin och Dan Jurgens ändrade en del av seriens premisser. Tanken var att uppdatera serien för en modernare publik, men satsningen var ett impopulärt drag (se handling).
"Metal Men" har även gästspelat i en mängd andra tidningar från DC Comics, däribland The Brave and the Bold (med Batman), DC Comics Presents och Action Comics (med Stålmannen).

## Handling
Ursprungligen var Metal Men en grupp avancerade robotar skapade av Doktor Will Magnus. Var och en av dessa robotar är uppbyggd av en specifik metall som speglar robotens färdigheter och personlighet: Gold (Guld) är en ädel och solid robot med ledaregenskaper. Iron (Järn) är stark och hårdför. Lead (Bly) är långsam och trög, men lojal. Tin (Tenn) är svag och osäker och stammar. Mercury (Kvicksilver) är hetlevrad och flytande i rumstemperatur. Den "kvinnliga" roboten Platinum (Platina, även kallad "Tina") är vacker och ädel och känslosam.
Alla Metal Men har förmågan att forma sina kroppar som de önskar. Anledningen till deras artificiella intelligens och deras förmåga att byta skepnad var responsometern, ett slags minidator uppfunnen av Doktor Magnus. Att deras personligheter blivit så människoliknande (vilket bl.a. leder till att Tina är kär i sin skapare) skyller han på "en bugg i responsometern".
Under sina tidiga uppdrag kämpade Metallmännen mot fiender som jättemonstret Chemo, de utomjordiska robotarna Missile Men (Raketmännen), gasrobotarna i Gas Gang, och den kriminella organisationen B.O.L.T.S.. Vid flera tillfällen tillverkade Doktor Magnus också nya grupper av Metal Men, vilka i flera fall blev "onda" och vände sig mot sin skapare. Tenn byggde också en flickvän till sig själv som han kallade "Precious" (men som kallades "Nameless" av alla andra), som deltog i några äventyr men sedermera försvann helt ur serien.
Serien återupplivades 1976 i något modernare version. I de nya avsnitten ville den amerikanska regeringen använda Metal Men som vapen, vilket de själva vände sig emot och därför gjorde uppror. De mötte även gamla fiender som Chemo och Missile Men, liksom nya skurkar som Plutonium Man (en ond robotversion av Will Magnus), Eclipso, Vox och Inheritor (Arvtagaren).
Doc Magnus fick även en biroll i "Doom Patrol" (då han återuppbyggde deras medlem Robotman) och Metallmännen själva gästspelade med andra superhjältar såsom Stålmannen och Batman. Noteras bör historien i The Brave and the Bold nr 187 (1982) som berättar vad som hände med Tenns flickvän "Nameless". Metal Men medverkade även i stora crossovers som "Crisis on Infinite Earths".
1993 kom en fyranummers miniserie av Mike Carlin och Dan Jurgens som kastade ut all etablerad historia. Här avslöjades att Metallmännen i själva verket var människor vars hjärnvågor hade kopplats till robotkroppar. I serien dödades Guld, och Doc Magnus blev själv en robot vid namn Veridium. Dessa förändringar höll i sig i tolv år, men var väldigt impopulära bland fans, som tyckte att själva grundidén med Metal Men hade gått förlorad. Figurerna användes inte mycket under den här tiden, med undantag för Veridium, som hade en betydande roll i crossovern "Our Worlds at War".
Nyligen ändrades premisserna återigen. Guld återvände till liv (utan förklaring) i serier som "Enginehead" och "Identity Crisis" och Doktor Magnus blev åter en människa. I jättecrossovern "Infinite Crisis" avslöjades slutligen att de manipulationer av verkligheten som skett i den serien var orsaken till att de "gamla" Metal Men nu var tillbaka, gissningsvis för att stanna. Doc Magnus och Metal Men spelade viktiga roller i serien "52" från 2006–2007 och en nylansering har aviserats. En tjuvtitt på de nya Metal Men har skett i tidningen Superman/Batman där även den nya roboten Copper (Koppar) gjort entré.

## Medlemmar
- Doctor Will Magnus (skapare)
- Gold (Guld)
- Platina (Tidigare Platinum, även kallad "Tina")
- Lead (Bly)
- Tin (Tenn)
- Mercury (Kvicksilver)
- Iron (Järn)
- Copper (Koppar, nytillskott från 2007)

### Tillfälliga medlemmar
- Nameless (Metal Men vol. 1 nr 13, 1965)
- Inheritor (Metal Men vol. 1 nr 55, 1977)
- Veridium (robotversion av Dr Magnus, 1993–2004)

Onda Metal Men från Metal Men vol. 1 nr 2 (1963):
- Aluminum
- Barium
- Calcium
- Plutonium
- Sodium
- Zirconium

Onda Metal Men från Metal Men vol. 1 nr 31 (1968):
- Silver
- Cobalt
- Zinc
- Osmium
- Gallium
- Iridia

Metal Women från Metal Men vol. 1 nr 32 (1968):
- Mercury Girl
- Lead Girl
- Gold Girl
- Iron Girl
- Platinum Man

## Alternativa versioner
1997 kom en alternativ variant av "Metal Men" i DC:s satsning Tangent Comics, ett projekt som innebar att man använde etablerade namn till helt nya karaktärer i ett alternativt universum. Dessa Metal Men skapades av Ron Marz och Mike McCone och var inte robotar utan en militär elitstyrka under kalla kriget. 
Alternativa versioner av de klassiska Metal Men har även förekommit i albumet "Bizarro Comics" där DC:s hjältar skildras i mer humoristisk tappning. 

## Publicering
- Showcase nr 37–40 (DC Comics, 1962)
- Metal Men nr 1–41 (DC Comics, 1963–70)
- Metal Men nr 42–56 (DC Comics, 1973–78)
- Metal Men nr 1–4, miniserie (DC Comics, 1993–94)
- Tangent Comics: Metal Men nr 1, engångspublikation (DC Comics, 1997)

## Samlingsutgåvor
Gamla nummer av tidningen Metal Men har varit relativt svåra att få tag på. 2006 kom emellertid första volymen av "The Metal Men Archives" från DC, som samlar de första äventyren från Showcase och Metal Men.

## Metallmännen på svenska
"Metallmännen" publicerades i flera nummer av Marsserien på 1960-talet. Under 1970-talet och det tidiga 80-talet publicerades också flera äventyr i antologitidningen Gigant.
 Artikeln var, i den version den hade den 5 juni 2007, helt eller delvis hämtad från Seriewikin (hos Seriefrämjandet): Metal Men